# Stanisław Początek
Stanisław Początek (ur. 8 stycznia 1951 w Luszowicach) – polski samorządowiec, burmistrz Dąbrowy Tarnowskiej w latach 1994–2014. 
Absolwent Liceum Ogólnokształcącego im. Tadeusza Kościuszki w Dąbrowie Tarnowskiej (1969) oraz Akademii Rolniczej w Krakowie (1974) z tytułem mgr inż. rolnictwa. Po ukończeniu studiów pracował jako kierownik gospodarstwa Zakładu Doświadczalnego w Borusowej a następnie jako kierownik Referatu Rolnictwa, Handlu i Usług w urzędzie miasta i gminy Żabno. W latach 1979–1990 był dyrektorem Wydziału Rolnictwa i Gospodarki Żywnościowej Urzędu Wojewódzkiego w Tarnowie. W latach 1990–1994 pracował jako kierownik oddziału rejonowego Wojewódzkie Stacji Kwarantanny i Ochrony Roślin w Tarnowie. Zasiadał również w Komitecie Wojewódzkim Polskiej Zjednoczonej Partii Robotniczej w Tarnowie. W latach 1997–1998 był członkiem Rady Nadzorczej Wojewódzkiego Funduszu Ochrony Środowiska i Gospodarki Wodnej w Tarnowie. W latach 2003–2006 był członkiem Komisji Wspólnej Samorządów Terytorialnych i Gospodarczych Małopolski. Działa w dąbrowskiej Ochotniczej Straży Pożarnej, jest wiceprezesem powiatowego zarządu.   
W 1994 rada miejska w Dąbrowie Tarnowskiej wybrała go na burmistrza Dąbrowy Tarnowskiej. Uzyskał reelekcje w 1998. W 2002 w pierwszych bezpośrednich wyborach uzyskał 76,86% i trzecią kadencję. Wybrano go także w 2006 i 2010 na odpowiednio czwartą i piątą kadencję. W 2014 w drugiej turze przegrał z Krzysztofem Kaczmarskim i po 20 latach przestał pełnić funkcję burmistrza.  
W 2014 został zatrudniony jako dyrektor Powiatowego Urzędu Pracy. Zakończył pracę w 2019.  
W 2015 bezskutecznie startował w wyborach do Sejmu z listy Polskiego Stronnictwa Ludowego. W 2018 został wybranym radnym powiatu dąbrowskiego. W 2024 uzyskał reelekcję. 

## Wyniki wyborcze
| Wybory | Komitet Wyborczy | Komitet Wyborczy                             | Organ                         | Okręg                         | Wynik         |
| ------ | ---------------- | -------------------------------------------- | ----------------------------- | ----------------------------- | ------------- |
| 2002   |                  | Polskie Stronnictwo Ludowe                   | Burmistrz Dąbrowy Tarnowskiej | Burmistrz Dąbrowy Tarnowskiej | 4904 (76,86%) |
| 2006   | 4451 (62,30%)    | Polskie Stronnictwo Ludowe                   | Burmistrz Dąbrowy Tarnowskiej | Burmistrz Dąbrowy Tarnowskiej |               |
| 2010   |                  | KWW Wspólnota Samorządowa                    | Burmistrz Dąbrowy Tarnowskiej | Burmistrz Dąbrowy Tarnowskiej | 4399 (52,25%) |
| 2014   |                  | KWW Wspólnota Samorządu Powiśla Dąbrowskiego | Burmistrz Dąbrowy Tarnowskiej | Burmistrz Dąbrowy Tarnowskiej | 3363 (42,05%) |
| 2014   | 3060 (44,63%)    | KWW Wspólnota Samorządu Powiśla Dąbrowskiego | Burmistrz Dąbrowy Tarnowskiej | Burmistrz Dąbrowy Tarnowskiej |               |
| 2015   |                  | Polskie Stronnictwo Ludowe                   | Sejm VIII kadencji            | nr 15                         | 741 (0,25%)   |
| 2018   |                  | KWW Wspólnota Samorządu Powiśla Dąbrowskiego | Rada Powiatu Dąbrowskiego     | nr 1                          | 746 (9,07%)   |
| 2024   | 429 (5,27%)      | KWW Wspólnota Samorządu Powiśla Dąbrowskiego | Rada Powiatu Dąbrowskiego     | nr 1                          |               |

## Odznaczenia i wyróżnienia
- Złoty Krzyż Zasługi (2002)[1]
- Medal za Ofiarność i Odwagę (2011)[13]
- Złoty Medal za Długoletnią Służbę (2015)
- Złoty Medal "Za Zasługi Dla Pożarnictwa" (1995)[1]
- Srebrny Medal Za zasługi dla obronności kraju (2005)[14]
- Medal Komisji Edukacji Narodowej (2007)[1]
- Odznaka Honorowa PCK II stopnia[1]
- Odznaczenie Jubileuszowe Towarzystwa Przyjaciół Ziemi Dąbrowskiej (2005)[15]
- Złoty Znak Związku Ochotniczej Straży Pożarnej RP (2009)[1]
- Tytuł "Zasłużony dla Gminy Dąbrowa Tarnowska" (2015)[16]
- Nagroda za Działania na Rzecz Zachowania Tożsamości Społecznej i Kulturowej (2014)[17]
- Nagroda "Uskrzydlony"[18]

## Życie prywatne
Żonaty.